# Aujourd'hui ma peau, demain la tienne
Pour plus de détails, voir Fiche technique et Distribution.
Aujourd'hui ma peau, demain la tienne (titre original : I tre che sconvolsero il West) est un film italo-espagnol d'Enzo G. Castellari sorti en 1968.

## Synopsis
Trois bandits que tout oppose s'associent pour récupérer un butin dont ils ne parviennent pas à s'emparer. S'ils peuvent se supporter, leur tâche n'en sera que très éprouvante. L'avidité personnelle, les coups bas et l'intrusion de personnes mal intentionnées dans l'affaire vont systématiquement les retarder dans leur quête du magot...

## Fiche technique
- Titre original : I tre che sconvolsero il West
- Titre alternatif : Vado vedo e sparo
- Titre espagnol : Llego, veo, disparo[1]
- Réalisation : Enzo G. Castellari
- Scénario et histoire : Augusto Finocchi et Vittorio Metz avec la collaboration de José Maria Rodriguez Méndez et Enrique Llovet
- Directeur de la photographie : Alejandro Ulloa
- Montage : Tatiana Casini Morigi
- Musique : Carlo Rutischelli
- Costumes et décors : Enzo Bulgarelli
- Production : Dario Sabatello
- Genre : Western spaghetti
- Pays :  Italie,  Espagne
- Durée : 85 minutes
- Date de sortie :
  - Italie : 12 août 1968
  - Espagne : 21 mars 1969 (Barcelone), 20 octobre 1969 (Madrid)
  - France : 10 septembre 1969

## Distribution
- Antonio Sabàto (VF : Serge Sauvion) : Moses Lang
- John Saxon (VF : Jean Davy) : Clay Watson
- Frank Wolff (VF : Michel Gatineau) : Edwin Kean
- Agata Flori (VF : Monique Thierry) : Rosaria Fuentes
- Leo Anchóriz (VF : Claude Bertrand) : Garrito
- Antonio Vico : Carey
- Kathleen Trentini (VF : Aline Bertrand) : Bride
- Tito Garcia (VF : Pierre Garin) : le bras droit de Garrito
- Paolo Magalotti (VF : Albert de Médina) : le shérif
- Hercules Cortez (VF : Henry Djanik) : un frère de Rosario